# Amyrmex golbachi
Amyrmex golbachi là một loài kiến duy nhất được biết đến trong chi Amyrmex, được miêu tả ở Argentina.